# Wesółka (Sobiesęki Pierwsze)
Wesółka – część wsi Sobiesęki Pierwsze w Polsce, położona w województwie wielkopolskim, w powiecie kaliskim, w gminie Szczytniki.
W latach 1975–1998 Wesółka administracyjnie należała do województwa kaliskiego.